# Triathalassothia lambaloti
Triathalassothia lambaloti är en fiskart som beskrevs av Menezes och De Figueiredo, 1998. Triathalassothia lambaloti ingår i släktet Triathalassothia och familjen paddfiskar. Inga underarter finns listade i Catalogue of Life.